# René-Charles Guilbert de Pixérécourt
René-Charles Guilbert de Pixérécourt, född 22 januari 1773 i Nancy, Meurthe-et-Moselle, död där 27 juli 1844, var en fransk dramatiker och teaterdirektör. Han är mest känd för melodramer och då särskilt Le Chien de Montargis, ou la Forêt de Bondy (Den trogne hunden) från 1814 vars förestående gästspel fick Johann Wolfgang von Goethe att 1817 avgå som teaterdirektör för hovteatern i Weimar.
Av hans melodramer spelades många i Sverige med stor framgång: La femme à deux maris (1802; svensk titel "Två männers hustru", 1804), Le chien de Montargis (1814; "Den trogne hunden", 1822), båda översatta av
Lars Hjortsberg, Tékéli (1803; ’’Prins Tekeli", 1807) med flera.